# Жёлтый плотинник
Жёлтый плотинник, или фиолетовая небрия (лат. Nebria livida), — вид жуков-жужелиц из подсемейства плотинников.

## Описание
Длина тела имаго 14,5—18 мм. Тело чёрное; голова с двумя красными лобными пятнами. Переднеспинка (кроме переднего и заднего краёв), боковая кайма, эпиплевры и вершина надкрылий, ноги и усики жёлтые.
Распространён в Европе, на Кавказе, Амурской области, Хабаровском и Приморском краях. Обитают на песчаных берегах. 
Занесён в Красную книгу Ярославской области.

## Синонимы
В синонимику вида входят следующие биномены:
- Carabus collaris Thunberg, 1787
- Carabus lateralis Fabricius, 1787
- Carabus sabulosa Fabricius, 1787
- Nebria sibirica Csiki, 1902
- Paranebria livida